# Gymnastiek op de Olympische Zomerspelen 2020 – Brug mannen
De brug voor de mannen op de Olympische Zomerspelen 2020 in Tokio vond plaats op 24 juli (kwalificatie) en op 3 augustus 2021 (finale). Zou Jingyuan  won met 16.233 de Olympische medaille het zilver was voor de Duitser Lukas Dauser , De Turk  Ferhat Arıcan behaalde de bronzen medaille. 

## Format
Alle deelnemende turnsters moesten een kwalificatie-oefening turnen. De beste acht deelnemers gingen door naar de finale. Echter mochten er maximaal twee deelnemers per land in de finale komen. De scores van de kwalificatie werden bij de finale gewist, en alleen de scores die in de finale gehaald werden, telden.

## Uitslag
- D-score; de moeilijkheidsgraad van de oefening
- E-score; de uitvoeringsscore van de oefening
- Straf; straffen die zijn gegeven door de jury
- Totaal; D-score + E-score - straf geeft de totaalscore

### Kwalificatie
| Rang | Gymnast          | Gymnast | D-score | E-score | Straf | Totaal |    |
| ---- | ---------------- | ------- | ------- | ------- | ----- | ------ | -- |
| 1    | Zou Jingyuan     | CHN     | 6.8     | 9.366   |       | 16.166 | Q  |
| 2    | Lukas Dauser     | GER     | 6.7     | 9.033   |       | 15.733 | Q  |
| 3    | You Hao          | CHN     | 6.8     | 8.866   |       | 15.666 | Q  |
| 4    | Ferhat Arıcan    | TUR     | 7.0     | 8.566   |       | 15.566 | Q  |
| 5    | Sam Mikulak      | USA     | 6.4     | 9.033   |       | 15.433 | Q  |
| 6    | Xiao Ruoteng     | CHN     | 6.4     | 9.000   |       | 15.400 | –  |
| 7    | Joe Fraser       | GBR     | 6.6     | 8.800   |       | 15.400 | Q  |
| 8    | Petro Pakhniuk   | UKR     | 6.6     | 8.733   |       | 15.333 | Q  |
| 9    | David Beljavskij | ROC     | 6.6     | 8.725   |       | 15.325 | Q  |
| 10   | Daiki Hashimoto  | JPN     | 6.2     | 9.100   |       | 15.300 | R1 |
| 11   | Wataru Tanigawa  | JPN     | 6.4     | 8.841   |       | 15.241 | R2 |
| 12   | Artoer Dalalojan | ROC     | 6.4     | 8.833   |       | 15.233 | R3 |

Reserve
- Daiki Hashimoto  JPN
- Wataru Tanigawa  JPN
- Artoer Dalalojan  ROC

Niet door wel voldoende punten
Slechts twee gymnasten uit elk land mogen door naar de finale. De gymnast die zich niet kwalificeerde voor de finale vanwege het quotum, maar wel voldoende hoge scores had om dat wel te doen, was:
- Xiao Ruoteng  CHN

### Finale
| Rang   | Gymnast          | Gymnast | D-score | E-score | Straf | Totaal |
| ------ | ---------------- | ------- | ------- | ------- | ----- | ------ |
| Goud   | Zou Jingyuan     | CHN     | 6.9     | 9.333   |       | 16.233 |
| Zilver | Lukas Dauser     | GER     | 6.7     | 9.000   |       | 15.700 |
| Brons  | Ferhat Arıcan    | TUR     | 7.0     | 8.633   |       | 15.633 |
| 4      | You Hao          | CHN     | 6.9     | 8.566   |       | 15.466 |
| 5      | David Beljavskij | ROC     | 6.6     | 8.600   |       | 15.200 |
| 6      | Sam Mikulak      | USA     | 6.4     | 8.600   |       | 15.000 |
| 7      | Petro Pakhniuk   | UKR     | 6.1     | 8.433   |       | 14.533 |
| 8      | Joe Fraser       | GBR     | 6.1     | 8.400   |       | 14.500 |

1896: Alfred Flatow ·
1904: George Eyser ·
1924: August Güttinger ·
1928: Ladislav Vácha ·
1932: Romeo Neri ·
1936: Konrad Frey ·
1948: Michael Reusch ·
1952: Hans Eugster ·
1956: Viktor Tsjoekarin ·
1960: Boris Sjachlin ·
1964: Yukio Endo ·
1968: Akinori Nakayama ·
1972: Sawao Kato ·
1976: Sawao Kato ·
1980: Aleksandr Tkatsjov ·
1984: Bart Conner ·
1988: Vladimir Artemov ·
1992: Vitali Tsjerbo ·
1996: Roestam Sjaripov ·
2000: Li Xiaopeng ·
2004: Valeri Gontsjarov ·
2008: Li Xiaopeng · 
2012: Feng Zhe · 
2016: Oleg Vernjajev · 
2020: Zou Jingyuan · 
2024: Zou Jingyuan